# 唢呐湖
唢呐湖也作宾错嘎哇（藏語：པིང་མཚོ་དགའ་བ，威利转写：ping mtsho dga' ba，THL：Pingtso Gawa）位于中国西藏自治区那曲市尼玛县境内，因形状像唢呐，故名。地处尼玛县中西部。湖面海拔4813米，面积28平方公里。湖区气候干寒，年均气温-6℃左右，年均降水量100～150毫米。湖水主要靠冰雪融水补给。集水区面积950平方公里。